# باشگاه فوتبال اترک بجنورد
باشگاه فوتبال اترک بجنورد، یک باشگاه فوتبال ایرانی بود که در سال ۱۳۹۸ با خرید امتیاز باشگاه فوتبال مقاومت تهران توسط اداره ورزش و جوانان استان خراسان شمالی تأسیس شد. این باشگاه ابتدا در پی خرید امتیاز برای حضور در لیگ یک بود، به خرید امتیاز برای حضور در لیگ دو روی آورد. اترک در نهایت در سال ۱۴۰۲ منحل شد و امتیاز خود را به تیم ستارگان سرخ آسیا تهران فروخت.

## انحلال و فروش امتیاز[۲]
داوود خدابنده روز ۱۹ بهمن ۱۴۰۲ در گفت و گو با ایرنا اظهار کرد: اداره کل ورزش و جوانان خراسان شمالی با احترام به نظر هیات فوتبال استان، موافقت خود را با واگذاری تیم فوتبال اترک اعلام کرد.
خدابنده گفت: این تیم که پیش از این با نام اترک بجنورد در مسابقات شرکت می‌کرد، بعد از انجام امور اداری به "ستارگان سرخ آسیا" تغییر نام می‌دهد.
پیش از مالک تیم فوتبال اترک بجنورد اعلام کرده بود که دیگر نمی تواند تیم داری کند از این رو مقدمات انتقال این تیم از چندی پیش آغاز شد. این تیم با مشکلات متعددی همچون عدم پرداخت مطالبات بازیکنان مواجه بود و برای رهایی از این بحران نیازمند حمایت صنایع خراسان شمالی بود.